# يان إريك لوندكويست
يان إريك لوندكويست (بالسويدية: Jan-Erik Lundqvist) مواليد 14 أبريل 1937 في ستوكهولم، هو لاعب كرة مضرب سويدي سابق بدأ مسيرته كمحترف سنة 1954 وكان يلعب باليد اليمنى، اعتزل اللعب في 1969. أعلى تصنيف له في الفردي كان المركز الـ 3 في سنة 1964.

## روابط خارجية
- يان إريك لوندكويست على موقع رابطة محترفي التنس (الإنجليزية)
- يان إريك لوندكويست على موقع الاتحاد الدولي لكرة المضرب (الإنجليزية)
- يان إريك لوندكويست على موقع كأس ديفيز (الإنجليزية)
- يان إريك لوندكويست على موقع بطولة ويمبلدون (الإنجليزية)
- يان إريك لوندكويست على موقع خلاصة التنس.كوم (الإنجليزية)